# مبادرة نفط خال من الإرهاب
مبادرة نفط خال من الإرهاب (بالإنجليزية: Terror-Free Oil Initiative)‏ هي مجموعة تقع في كورال سبرينغز، فلوريدا تكرس نفسها لتشجيع الأمريكيين على شراء الالبنزين الذي تنتجه وتصدره دول لا تمول الإرهاب، أو بمعنى آخر غير صديقة للولايات المتحدة.
تعمل هذه المنظمة على تثقيف العامة عن طريق إشهار شركات الوقود التي تحصل على النفط الخام من دول خارج منطقة الشرق الأوسط، وكشف الشركات التي تحصل على الخام من دول الشرق الأوسط. كما تعمل على توعية الناس عن علاقة النفط بالإرهاب وتضغط على الناس في السلطة لاستبدال الوقود الأحفوري بالطاقة المتجددة.
افتتحت المنظمة أولى محطات الوقود التابعة لها في أوماها، نبراسكا في يناير 2007.
يوجه موقع الانتفاضة الإلكترونية انتقادات لهذه المنظمة على أنها معادية للإسلام، ويصفها بأنها «عنصرية أصولية».

## وصلات خارجية
- الموقع الرسمي